# Ébressz fel (Barbee-dal)
Az Ébressz fel Barbee első kislemeze a Popsztár albumról.
A dalhoz készült klipet Indián rendezte, aki többek között a Hooligans klipjeit is készíti. A videó igen népszerű lett a VIVA televízión, a csatorna hivatalos slágerlistáján elérte az első helyet.